# Veit Prettner
Veit Prettner (1. dubna 1846 Glöcknitz – 26. dubna 1927 Spitzwiesen, Deutsch-Griffen) byl rakouský politik německé národnosti, na konci 19. století poslanec Říšské rady.

## Biografie
Byl majitelem hospodářství.
Byl i poslancem Říšské rady (celostátního parlamentu Předlitavska), kam usedl ve volbách roku 1891 za kurii venkovských obcí v Korutanech, obvod St. Veit, Wolfsberg atd. Rezignace byla oznámena na schůzi 22. května 1894. Ve volebním období 1891–1897 se uvádí jako Veit Prettner, majitel hospodářství, bytem Spitalein.
Po volbách roku 1891 se uvádí, že má přistoupit ke klubu Sjednocené německé levice, do kterého se spojilo několik ústavověrných (liberálně a centralisticky orientovaných) proudů. Podle jiného zdroje z předvolebního období ovšem patřil ke straně Otty Steinwendera (Deutschnationale Vereinigung). Rovněž tak zdroj z roku 1894 uvádí, že odcházející poslanec Prettner náležel k Německé nacionální straně (nástupkyně Deutschnationale Vereinigung). Jako člen klubu Německé nacionální strany se uvádí již v prosinci 1893.